# Центливр, Сузанна
Сузанна Центливр (произносится Сентливр, англ. Susanna Centlivre, известная также как Сусанна Кэрролл, Carroll; ок. 1667 — 1723) — английская драматическая писательница, поэтесса, драматург и актриса

, один из крупнейших авторов эпохи Реставрации. Наряду с Афрой Бен, считается одной из первых профессиональных писательниц в истории Англии.

## Биография

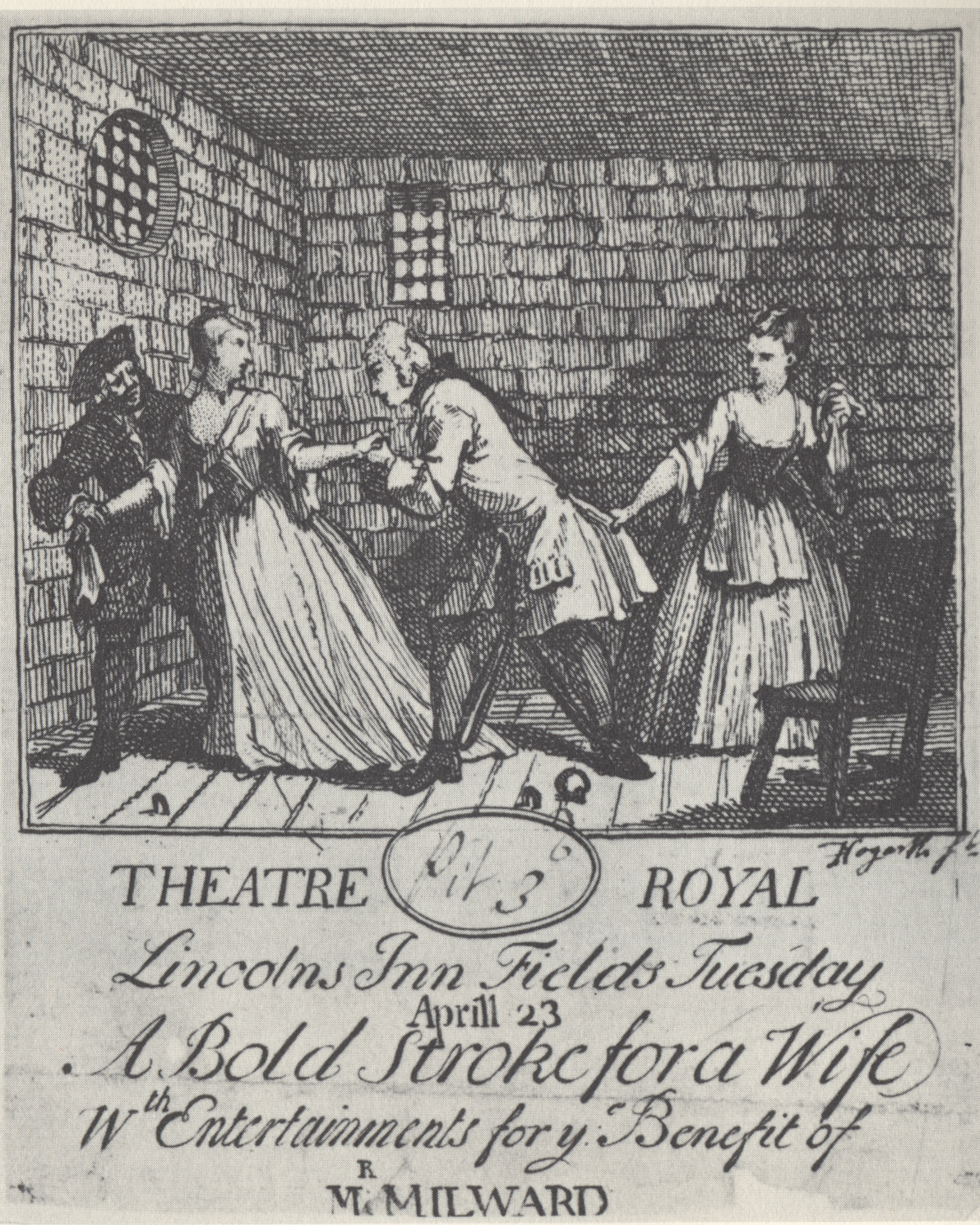
Билет на бенефис спектакля «A Bold Stroke for a Wife»

Родилась около 1667 года, вероятно, в Ирландии, куда её отец, Фриман, вынужден бежать во время Английской революции из-за политических симпатий.
В 12 лет осталась сиротой и была вынуждена из-за жестокого обращения уйти из дома. В шестнадцатилетнем возрасте вышла впервые замуж, провела некоторое время в университете Кембриджа, переодетой в мужскую одежду, в компании молодого студента. После смерти мужа через год вновь вышла замуж за офицера по имени Кэрролл, который затем был убит на дуэли. Тогда же впервые выступила на сцене театра.
Оставшись в бедности, стала содержать себя самостоятельно, писала для сцены, подписывая пьесы именем С. Кэрролл.
В 1706 году она в третий раз вышла замуж за Джозефа Центливра, главного повара (по другим данным — дворецкого) королевы Анны.
Стала одной из самых успешных женщин-драматургов XVIII века. За время долгой карьеры в театре Друри-Лейн, стала известна как вторая женщина английской сцены после Афры Бен.

## Творчество
Автор трагедии «The perjured husband» и несколько комедий, из которых «A bold stroke for a wife» и «The wonder, a woman keeps a secret!» долгие годы оставались в театральном репертуаре. Пьесы Сузанны Центливр отличаются живостью действия и комизмом положений. Собрание их вышло в Лондоне в 1761 г. (второе издание 1872).

## Избранные произведения
| - The Perjur’d Husband; or, The Adventures of Venice (1700) - The Beau’s Duel; or, A Soldier for the Ladies (1702) - The Stolen Heiress; or, the Salamanca Doctor Outplotted (1702; published 1703) - Love’s Contrivance; or, Le Médecin Malgré Lui (1703) - The Gamester (1705) - The Basset Table (1705) - Love at a Venture (1706) - The Platonic Lady (1706) - The Busie Body (1709) - The Man’s Bewitched; or, the Devil to Do About Her (1709) - A Bickerstaff’s Burying; or, Work for the Upholders (1710) - Marplot; or, the Second Part of The Busie Body (1710; published 1711) - The Perplex’d Lovers (1712) - The Wonder: A Woman Keeps a Secret (1714) - A Gotham Election (1715, never produced) - A Wife Well Managed (1715; produced 1724) - The Cruel Gift (1716; published 1717) - A Bold Stroke for a Wife (1718) - The Artifice (1722) - Familiar and Courtly Letters as Astraea (1700) - The Second Volume of Familiar Letters as Astraea (1701) - Letters of Wit, Politicks and Morality as Astraea (1701) | - «Polminia: Of Rhetorick» (1700, unconfirmed) - «To Mrs. S.F. on her incomparable Poems» (1706) - «The Masquerade, A Poem, Humbly Inscribed to his Grace the Duke D’Aumont» (1713) - «On the Right Honourable Charles Earl of Halifax being made Knight of the Garter» (1714) - «A Poem Humbly Presented to His Most Sacred Majesty George, King of Great Britain, France, and Ireland. Upon his Accession to the Throne» (1714) - «An Epistle to Mrs. Wallup, Now in the Train of Her Royal Highness, The Princess of Wales» (1714) - «To Her Royal Highness, the Princess of Wales. At her Toylet, on New-Years Day» (1715) - «Ode to Hygeia» (1716) - «Upon the Bells ringing at St. Martins in the Fields, on St. George’s Day, 1716, being the Anniversary of Queen Anne’s Coronation» (1716) - «These Verses were writ on King George’s Birth-Day, by Mrs. Centlivre, and sent to the Ringers while the Bells were ringing at Holbeach in Lincolnshire» (1716) - «An Epistle to the King of Sweden from a Lady of Great-Britain» (1717) - «A Woman’s Case: In an Epistle to Charles Joye, Esq; Deputy-Governor of the South-Sea» (1720) - «From the Country, to Mr. Rowe in Town» (1720) - «A Pastoral to the Honoured Memory of Mr. Rowe» (1720) - «To the Duchess of Bolton, Upon seeing her Picture drawn unlike her» (1720) - «To the Earl of Warwick, on his Birthday» (1720) - «Letter on the Receipt of a Present of Cyder» (1721) |